# موش (فیلم)
موش فیلمی به کارگردانی شاهد احمدلو محصول سال ۱۳۸۷ است.

## بازیگران
- پروین سلیمانی
- شهرام حقیقت دوست
- ماه چهره خلیلی
- آتیلا پسیانی
- یوسف تیموری
- فرامرز روشنایی
- شاهد احمدلو
- بهمن دان
- روح‌الله مهرابی
- مختار سائقی
- نورمحمد ذوالفقاری